# Thomas Bouhail
Thomas Bouhail född den 3 juli 1986 i Montfermeil, Frankrike, är en fransk gymnast.
Han tog OS-silver i hopp i samband med de olympiska gymnastiktävlingarna 2008 i Peking.